# Eriocaulon gregatum
Eriocaulon gregatum är en gräsväxtart som beskrevs av Friedrich August Körnicke. Eriocaulon gregatum ingår i släktet Eriocaulon och familjen Eriocaulaceae. Inga underarter finns listade i Catalogue of Life.